# Voortgangsbalk

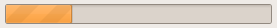
Voorbeeld van een voortgangsbalk.

Voorbeeld van een voortgangsbalk zonder exacte aanduiding

In een grafische gebruikersomgeving is een voortgangsbalk een balk die de voortgang weergeeft van een bepaalde activiteit, zoals het downloaden van een bestand of een langdurige berekening. Vaak wordt de voortgang ook weergeven in tekst, bijvoorbeeld met een percentage of door aan te geven welk deel al voltooid is (bijvoorbeeld "12 van 17 bestanden gedownload").
Wanneer de duur van de activiteit niet op een betekenisvolle wijze kan worden weergegeven, kan een voortgangsbalk worden gebruikt die niet exact aangeeft hoelang het nog zal duren. In dit soort voortgangsbalken wordt vaak een animatie getoond die zich telkens herhaalt: de gebruiker weet dan wel dat er voortgang wordt gemaakt maar niet welk deel nog gedaan moet worden.